# Каркби
Каркби (фр. Carquebut) насеље је и општина у северној Француској у региону Доња Нормандија, у департману Манш која припада префектури Шербур-Октевил.
По подацима из 2011. године у општини је живело 310 становника, а густина насељености је износила 36,3 становника/km². Општина се простире на површини од 8,54 km². Налази се на средњој надморској висини од 22 метара.

## Демографија
| 1962. | 1968. | 1975. | 1982. | 1990. | 1999. | 2011. |
| ----- | ----- | ----- | ----- | ----- | ----- | ----- |
| 314   | 365   | 318   | 298   | 289   | 295   | 310   |

График промене броја становника у току последњих година